# Wolfgang Lehner (Moderator)
Wolfgang Lehner (* 1. Februar 1968 in Linz) ist ein österreichischer Radiomoderator und Journalist.

## Beruflicher Werdegang
Wolfgang Lehner zählt  zu den bekanntesten Moderatoren beim ORF-Radiosender Radio Oberösterreich, sein Hauptgebiet liegt auf der Morgensendung Guten Morgen Oberösterreich, die er seit seinem Einstieg bei der Sendung in den 1980er Jahren bereits an die 5.000 Mal moderiert hat. Außerdem moderiert er die Interview-Sendung Im Gespräch sowie gelegentlich Servus Oberösterreich und das Radio Oberösterreich Café. Zudem war er Gestalter zahlreicher Fernsehbeiträge für den ORF.
Von 2008 bis 2012 war er Stadionsprecher des Fußball-Bundesligisten LASK.
Wolfgang Lehner wohnt in Leonding und ist Privatpilot.